# Pavel Šmolík

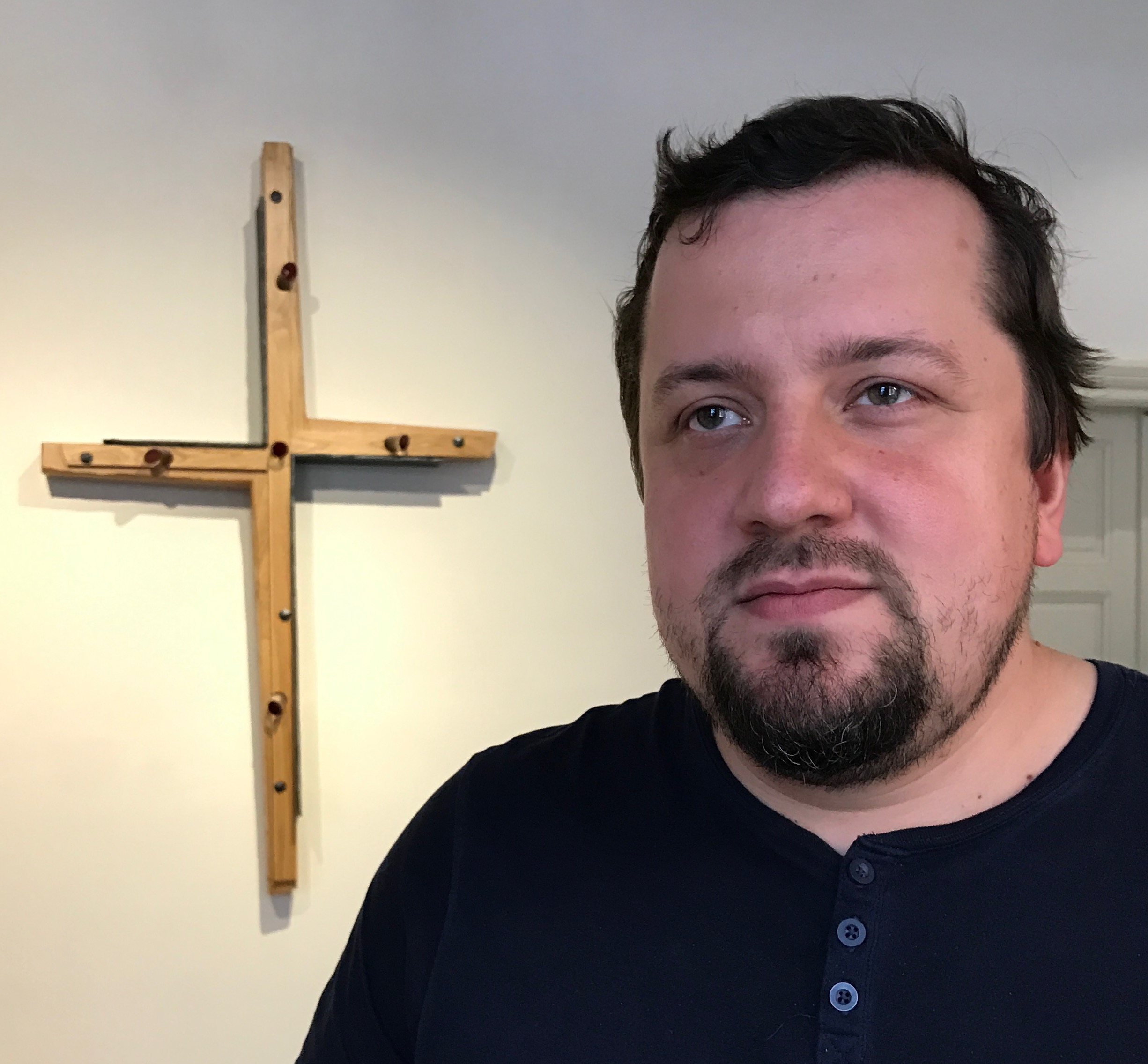
Pavel Šmolík, 2017

Pavel Šmolík (* 13. Dezember 1979 in Pilsen, Tschechoslowakei) ist ein tschechischer Organist, Chorleiter und Dirigent mit Schwerpunkt Kirchenmusik. Er ist Kirchenmusikdirektor am Svatá Hora.
Nach seinem Orgelstudium am Konservatorium in Budweis bei Jitka Chaloupková und seinem Dirigierstudium an der Akademie der musischen Künste in Prag übernahm er eine Stelle als Organist und Chorleiter am Svatá Hora in Příbram. Hier leitet er den Kirchenchor und wirkt dann in Příbram als Dirigent der Philharmonie Příbram und des Gemischten Kammerchors Dr. Vladimír Vepřek. Er unterrichtet am Konservatorium in Budweis. Er gibt gelegentlich Konzerte und beschäftigt sich mit Kirchenkompositionen. Seine Orgelsoli wurden auch im Tschechischen Rundfunk und bei Proglas  aufgeführt und er tritt bei verschiedenen kirchlichen Festen auf (z. B. der St.-Wenzels-Wallfahrt). 
Als Chorleiter der Basilika Mariä Himmelfahrt auf dem Heiligen Berg komponierte er die liturgische Musik zur Weihe des neuen Altars im Jahr 2005 und vertonte 2004 die Vesper.
Er tritt als Gastorganist auf dem Album Písné náchod od Ginevra der Band Ginevra auf, das von Radio Proglas in die Liste der besten Weihnachtsalben des Jahres 2008 aufgenommen wurde.